# Phyle cartago
Phyle cartago là một loài bướm đêm trong họ Geometridae.